# 스밀레츠
스밀레츠(불가리아어: Смилец)은 1292년에서 1298년까지 불가리아의 차르였다.

## 생애
불가리아 귀족 가문 출신이라고 하지만, 스밀레츠의 조상들에 대해서는 알려져 있지 않다. 그의 형제인 라도슬라프와 보이실과 함께 소유하고 있던 토지로 볼 때 그 가족들은 발칸산맥과 스레드나고라산맥 일대의 땅을 갖고 있었던 것으로 보인다.
1292년 제위에 오르기 전 스밀레츠는 비잔티움 제국의 미카일 9세의 이복 동생 콘스탄티노스 팔레올로고스의 이름이 알려지지 않은 딸과 결혼했다. 스밀레츠는 노가이 칸에 의해 불가리아의 황제가 되었지만, 그 이유에 대해서는 알려져 있지 않다. 따라서 스밀레츠의 치세는 불가리아에 대한 몽골의 강력한 간섭이 이루어진 것으로 여겨진다. 이 시기에도 몽골의 침략은 계속되어 1297년과 1298년 비잔티움이 차지하고 있던 트라키아를 약탈하였다.
1296년 혹은 1297년 스밀레츠는 그의 딸 테오도라를 세르비아의 스테판 우로시 3세 데찬스키와 결혼시켰고, 그들의 사이에서 스테판 우로시 4세 두샨이 탄생하였다. 1298년 스밀레츠는 사망하였고 그의 어린 아들 이반 2세가 제위를 계승하였다.

## 가족
스밀레츠는 비잔티움 제국의 세바스토크라토르 콘스탄티노스 팔레올로고스의 이름이 알려지지 않은 딸, 흔히들 스밀체나(스밀레츠의 아내)라고 불리는 인물과 결혼하여 최소 세 아이를 얻었다.
1. 이반 2세, 1298년에서 1299년까지 불가리아 황제.
2. 테오도라, 세르비아의 스테판 우로시 3세 데찬스키와 결혼.
3. 마리나, 게오르기 테르테르 1세의 동생 알디미르와 결혼.

## 참고 문헌
- John V.A. Fine, Jr., The Late Medieval Balkans, Ann Arbor, 1987.

| 전임 게오르기 테르테르 1세 | 제2차 불가리아 제국의 차르 1292년 ~ 1298년 | 후임 이반 2세 |